# Bacanje hrane
Bacanje hrane odnosi se na sve veću količinu uništene hrane koja se može izbjeći, a posljedica je industrijske ili masovne proizvodnje hrane. Uzroci uništenja hrane su brojni, a pojavljuju se u fazama proizvodnje, prerade i trgovine iako je moguće izbjeći.
Švedski institut za hranu i biotehnologiju ustanovio je da se u svijetu baca oko 1,3 milijarde tona hrane godišnje baca, što je oko trećine ukupne godišnje svjetske proizvodnje.
Istodobno preko 20.000 djece mlađe od pet godina umire svakoga dana od gladi.
Prema izvješću FAO-a (eng. Food and Agriculture Organization) oko 90 milijuna tona hrane gubi se godišnje u Europi.
Monetarna vrijednost bačene hrane u Hrvatskoj iznosi godišnje ukupno oko tri milijarde kuna, a godišnje svaka osoba u prosjeku baci hranu u iznosu od gotovo tisuću kuna.

## Povezani članak
- die Tafeln

## Vanjske poveznice
- Kako smanjiti bacanje hrane
- Članak u VK
- Bacanje hrane - problem, uzroci, rješenja